# Zorzines exrubicunda
Zorzines exrubicunda är en fjärilsart som beskrevs av Inoue 1988. Zorzines exrubicunda ingår i släktet Zorzines och familjen nattflyn. Inga underarter finns listade i Catalogue of Life.